# Antrocephalus tenebricosus
Antrocephalus tenebricosus är en stekelart som först beskrevs av Girault 1915.  Antrocephalus tenebricosus ingår i släktet Antrocephalus och familjen bredlårsteklar. Inga underarter finns listade i Catalogue of Life.